# Линн, Джефф
Джеффри Линн (англ. Jeffrey  Lynne; 30 декабря 1947, Бирмингем, Великобритания) — британский певец, мультиинструменталист, автор песен, аранжировщик, продюсер, а также лауреат «Грэмми». Приобрёл мировую известность в качестве лидер-вокалиста группы Electric Light Orchestra и члена группы The Traveling Wilburys.
В 2008 году The Washington Times назвала Джеффа Линна четвёртым величайшим продюсером в истории музыки.

## Биография
Джеффри Линн родился 30 декабря 1947 года в семье Филиппа и Ненси Линн в Бирмингеме. Он был четвёртым ребёнком в семье. С детства увлекался музыкой. Считается, что вдохновение Линн почерпнул на концерте Дела Шеннона в 1961 году. По настоянию отца посещал занятия фортепиано. Выпросил у родителей пластмассовую гитару за 2 фунта стерлингов, и эта игрушка в дальнейшем сыграла огромную роль в его жизни. После покупки гитары его успеваемость в школе упала до критического уровня, и в конце концов из школы пришлось уйти.
После этого Джефф сначала работал в магазине автозапчастей, затем стал служащим архитектурного бюро. Параллельно с работой Джефф наконец начал играть в любительских группах, таких, как «Tinkerbells Fairydust» и «Andycaps». Позже была группа «Chantells», в которой играли будущие партнёры по Electric Light Orchestra — Ричард Тенди и Дэйв Морган. Затем были группы Idle Race и The Move. В 1970-м году Линн познакомился с Роем Вудом — будущим создателем ELO. Вуд тогда поведал Джеффу, что очень хотел бы собрать команду — этакую смесь рок-группы и классического оркестра.
Наиболее известные произведения Джеффа Линна в ELO — «10538 Overture» (альбом The Electric Light Orchestra, 1971), «Eldorado» и «Can’t Get It Out Of My Head» (альбом Eldorado, 1974), «Evil Woman» и «Strange Magic» (Face the Music, 1975), «Livin' Thing», «Telephone Line», «Shangri-La» (A New World Record, 1976), «Mr. Blue Sky», «Sweet Talkin' Woman» (Out Of the Blue, 1977), «Confusion», «Don’t Bring Me Down», «Last Train To London» (Discovery, 1979), «Ticket To The Moon», «Twilight» (Time, 1981) и многие другие.
В 1988—1990 годах участвовал в супергруппе The Traveling Wilburys, которую сформировал вместе с Джорджем Харрисоном после совместной записи альбома Джорджа «Cloud Nine». Супергруппа выпустила два альбома — «Traveling Wilburys Volume 1» и «Traveling Wilburys Volume 3» и множество синглов.
Линн продюсировал записи и был соавтором песен таких исполнителей, как:
- The Beatles (песни «Free As a Bird» и «Real Love», 1994—1995 — реюнион троих битлов для доработки демозаписей Джона Леннона для Антологии The Beatles)
- Джордж Харрисон (альбом «Cloud Nine» целиком, 1987)
- Ринго Старр (песни из альбома «Time Takes Time», 1992)
- Пол Маккартни (песни из альбома «Flaming Pie», 1997)
- Том Петти (три альбома целиком — «Full Moon Fever», 1989; «Into The Great Wide Open», 1991; «Highway Companion», 2006).
- Рой Орбисон (песни из двух альбомов «Mystery Girl», 1989; «King Of Hearts», 1992)
- Дел Шеннон (песни из альбома «Rock On», 1990)
- и многих других в 1990-х — 2000-х.

Кроме значительного участия в записях других исполнителей, Джефф Линн выпустил два сольных альбома — «Armchair Theatre» в 1990 году и «Long Wave» в 2012 году (последний — альбом каверов песен более чем 50-летней давности). Альбомы ELO «Zoom», 2001 и «Mr. Blue Sky: The Very Best of Electric Light Orchestra», 2012 фактически также являются сольными записями Линна.
Можно утверждать, что группа Electric Light Orchestra — это Джефф Линн, так как автором всей музыки и текстов является именно он, за редким исключением (в первом альбоме ELO — «No Answer» автор нескольких песен — второй создатель ELO — Рой Вуд, а также песня «Roll Оver Вееthoven» — это кавер Чака Берри). Линн создал свой неповторимый, легкоузнаваемый стиль, когда классические инструменты начинают звучать по-новому, в несвойственной им манере. Написал множество произведений для кино. Начиная с 1987 года, у Джеффа Линна сформировался его современный стиль звучания, который он привносил практически во все записи, в которых участвовал или продюсировал, и который практически не меняется последние 25 лет.
В марте 2010 года в интервью газете Daily Express, Линн подтвердил, что «работает над парой альбомов под своим именем». В 2012 году Джо Уолш выпустил альбом Analog Man, спродюсированный Линном. Сборник лучших хитов ELO под названием Mr. Blue Sky: The Very Best of Electric Light Orchestra увидел свет 8 октября 2012 года, одновременно со вторым сольным альбомом Джеффа Long Wave.
9 февраля 2014 года Линн исполнил песню Джорджа Харрисона «Something» на концерте The Night That Changed America: A Grammy Salute to The Beatles, а также «Hey Bulldog» с альбома Yellow Submarine вместе с Дейвом Гролом в честь 50-летия выступления Битлз на шоу Эда Салливана.
23 апреля 2015 Джефф Линн получил Звезду на Голливудской «Аллее славы»
14 сентября 2014 года Джефф Линн впервые за 25 лет выступил на публике в рамках фестиваля BBC Radio 2 в Гайд-парке.
24 сентября 2015, под маркой Jeff Lynne's ELO, вышел первый сингл с альбома Alone in the Universe. Сам альбом был выпущен 13 ноября, затем последовали телевизионные выступления ELO — в США впервые за 30 лет.

## Личная жизнь
Был трижды официально женат: на Розмари Адамс (англ. Rosemary Adams) с 1970 по 1977 год; на Сэнди Капельсон (англ. Sandi Kapelson) с 1979. Имеет двух дочерей от второго брака: Лору (англ. Laura; родилась 7 декабря 1979) и Стефани (англ. Stephanie; родилась в 1981).  После развода с Капельсон в 2017 году Линн женился на Камелии Кэт (англ. Camelia Kath). Камелия  — мать Сары Сазерленд и Мишель Кэт (англ. Michelle Kath).
В настоящее время Линн живёт в Лос-Анджелесе, США.